# A Dama do Lago (romance)
A Dama do Lago (The Lady in the Lake, no original em inglês) é uma novela policial de 1943 de Raymond Chandler em que intervem o detetive particular de Philip Marlowe.
Assinalável pela colocação de Marlowe fora dos ambientes habituais de Los Angeles, em grande parte da história, o enredo complexo do romance trata inicialmente do caso de uma mulher desaparecida numa pequena localidade nas montanhas a cerca de 130 km da cidade.
O livro foi escrito pouco depois do ataque a Pearl Harbor havendo referências ao recente envolvimento dos Estados Unidos na Segunda Guerra Mundial.

## Enredo
Derace Kingsley, um empresário rico, contrata Marlowe para encontrar a sua esposa, Crystal, que se encontra desaparecida. Kingsley recebeu um telegrama de Crystal há cerca de duas semanas comunicando que ela queria divorciar-se dele para se casar com o seu namorado, o playboy Chris Lavery. Mas quando Kingsley o encontrou, Lavery alegou que não a tinha visto e não sabia onde ela estava.
Marlowe começa a sua investigação com uma visita a Lavery na cidade vizinha de Bay City. E enquanto vigia a casa de Lavery, Marlowe é ameaçado por um agente policial durão, Al Degarmo, sob suspeita de que está a assediar o vizinho de Lavery, o médico Almore. Marlowe descobre que a esposa de Almore morreu em circunstâncias suspeitas e que a sua morte foi provavelmente abafada pela polícia.
Marlowe prossegue as suas investigações na cabana de férias de Kingsley em Little Fawn Lake. Kingsley deu-lhe uma recomendação para o caseiro, Bill Chess. Chess está deprimido por ter sido abandonado por sua esposa, Muriel, na mesma época em que Crystal desapareceu. Enquanto caminham ao longo do lago, Marlowe e Chess descobrem um corpo afogado que Chess identifica como a sua esposa, inchada pela decomposição e quase irreconhecível, exceto por suas roupas e jóias. Chess é preso pelo assassinato da sua esposa e Marlowe retorna com dúvidas para Los Angeles. No caminho, ele entrevista alguns empregados do hotel onde estava estacionado o automóvel de Crystal que se lembram de uma mulher que combina com a descrição desta e dizem que um homem estava com ela; pela descrição, o homem também se assemelha a Lavery.
Marlowe retorna a Bay City para entrevistar Lavery novamente. Na casa deste, encontra a Sra. Fallbrook, que diz ser a proprietária e encontrou uma arma nas escadas. Depois que ela sai, Marlowe verifica que a arma foi disparada e, após uma busca, encontra Lavery assassinado no banheiro. A seguir ele visita Kingsley, o qual lhe oferece um bónus de 500 dólares para que prove que Crystal não foi a assassina. Marlowe volta para a casa de Lavery, chama a polícia e relata o assassinato.
De volta ao seu escritório, Marlowe encontra uma nota da secretária de Kingsley dando-lhe o endereço dos pais da esposa do Dr. Almore. Marlowe visita-os e descobre que a enfermeira de Almore se chamava Mildred Haviland. Eles também lhe dizem que acreditam que o médico matou a filha deles drogando-a e depois colocando-a na garagem com o motor do carro ligado. O detetive que eles contrataram foi preso por conduzir embriagado e agora não sabem do paradeiro dele. Marlowe vai à casa do detetive sendo rejeitado pela esposa, sendo a seguir perseguido por um carro da polícia. Tal como aconteceu antes com o detetive, a polícia força Marlowe a beber bebida alcoólica e o prende por excesso de velocidade, resistência à prisão e conduzir embriagado. Mas Marlowe consegue convencer o capitão da polícia da sua inocência e é libertado.
Voltando ao seu escritório, Marlowe recebe um telefonema de Kingsley, que lhe diz que Crystal ligou, pedindo $500. Kingsley dá o dinheiro a Marlowe para fazer a entrega. Mas quando encontra Crystal no local combinado, Marlowe insiste que ela responda às suas perguntas antes de receber o dinheiro. Crystal concorda, mas isso no apartamento próximo onde ela está hospedada. Lá ele a acusa de ser a assassina de Lavery. Quando ela aponta uma arma para Marlowe, alguém o atinge por trás com um bastão .
Marlowe acorda tresandando a álcool e com Crystal deitada morta na cama, nua, ensanguentada e estrangulada até à morte. De imediato a polícia de Bay City bate à porta. Degarmo tenta incriminar Marlowe pelo assassinato de Crystal, mas Marlowe convence-o de que os dois podem incriminar Kingsley com mais facilidade. Eles procuram-no e descobrem-no em Little Fawn Lake e dirigem-se juntos para lá para obter alguma prova que Marlowe insinua que se encontra lá.
No confronto final na cabana, Marlowe revela que a mulher assassinada em Bay City, supostamente Crystal Kingsley, era na verdade Mildred Haviland, morta num ataque de ciúmes por Al Degarmo, que era seu ex-marido. A mulher assassinada em Little Fawn Lake, supostamente Muriel Chess, era na verdade Crystal Kingsley, morta por Mildred Haviland, que passa a assumir a identidade da assassinada. Mildred havia sido enfermeira do Dr. Almore, e havia assassinado a esposa deste e também havia assassinado Lavery.
Degarmo tenta escapar, mas é morto ao atravessar o dique duma barragem guardada por sentinelas militares com ordens para atirar contra potenciais sabotadores.

## Apreciação
Chandler escreveu muitas das suas novelas através dum processo que ele chamou de canibalização de contos seus anteriores. Ele pegava em histórias previamente publicadas em revistas pulp e reelaborava-as para se encaixarem num todo coerente. Para The Lady in the Lake Chandler baseou-se em histórias com o detetive John Dalmas: o homónimo "The Lady in the Lake" (publicado em 1939), "Bay City Blues" (1938) e "Nenhum Crime nas Montanhas" (1941).
O hábil trabalho de mistura impressionou Jacques Barzun, que referenciou esta novela no seu A Catalogue of Crime: "A exposição da situação e do personagem é feita com ritmo e habilidade notáveis, mesmo para Chandler. Este conto soberbo se move através de um labirinto de quebra-cabeças e revelações até à sua conclusão perfeita. Marlowe faz um uso maior de pistas físicas e raciocínio nesta façanha do que em qualquer outra. É a obra-prima de Chandler."
O romance também figurou em estudos mais completos da obra de Chandler. Um autor comenta que o título do livro é uma referência explícita à Dama do Lago, a feiticeira do romance arturiano, especialmente por ter como foco uma mulher misteriosa que muda de papéis em diferentes momentos da narrativa. Isso, por sua vez, reflete a ambiguidade entre o que parece evidente a um observador e o que realmente aconteceu. A dama afogada no lago compartilha a mesma aparência e caráter moral da sua assassina. A verdadeira distinção entre elas, entre a vítima e a assassina, só fica clara no final do romance. A ambiguidade é reforçada pelo fato de que cada vez que entra na ação, a assassina surge disfarçada com um nome diferente. Mildred Haviland havia desaparecido após o assassinato da esposa do Dr. Almore e depois se casou com Bill Chess, usando o nome Muriel; abandonando esse papel, ela personifica Crystal Kingsley no hotel em San Bernardino; e ela engana Marlowe apresentando-se como a Sra. Fallbrook, a dona do apartamento de Chris Lavery após o assassinato deste.

## Adaptações
O romance de 1943 foi adaptado ao cinema no filme homónimo A Dama do Lago, de 1947, tendo nele sido usada uma técnica experimental de cinematografia para sugerir o desnível entre a narrativa na primeira pessoa do romance, representando a experiência subjetiva, e a realidade que deve ser deduzida de factos tão ambíguos. Marlowe, o detetive, não é visto, exceto ocasionalmente no reflexo de espelhos. Em vez disso, a visão da câmara toma o lugar dele e o público no cinema tem que partilhar a experiência dele desse modo. Em última análise, foi uma experiência insatisfatória, pois proporcionou uma experiência puramente visual; o espectador não podia compartilhar suas lutas heroicas com a garrafa de uísque, não podia defender-se do soco lançado na direção da câmera ou avaliar o toque da sirene ou da mulher sedutora. O que o público realmente compartilhou com o narrador foi “uma disparidade entre a promessa de subjetividade e a sua realização”, que é, em última análise, também a experiência do leitor com a narrativa escrita.
A partir do filme de 1947, houve uma adaptação radiofónica de 60 minutos que foi transmitida a 9 de fevereiro de 1948 como parte do Lux Radio Theatre, com Robert Montgomery e Audrey Totter que retomam os seus papéis no filme.
Foram ainda transmitidas adaptações radiofónicas do romance no Reino Unido: uma de Bill Morrison integrada no The BBC Presents: Philip Marlowe a 7 de novembro de 1977, e outra de Stephen Wyatt para a BBC Radio 4 a 12 de fevereiro de 2011.

## Edições em português
- A Dama do Lago, Raymond Chandler, Abril Controljornal Edipresse, Biblioteca Visão, Coleção Lipton, 2001, ISBN972-611-708-9